# Pakistan Museum of Natural History

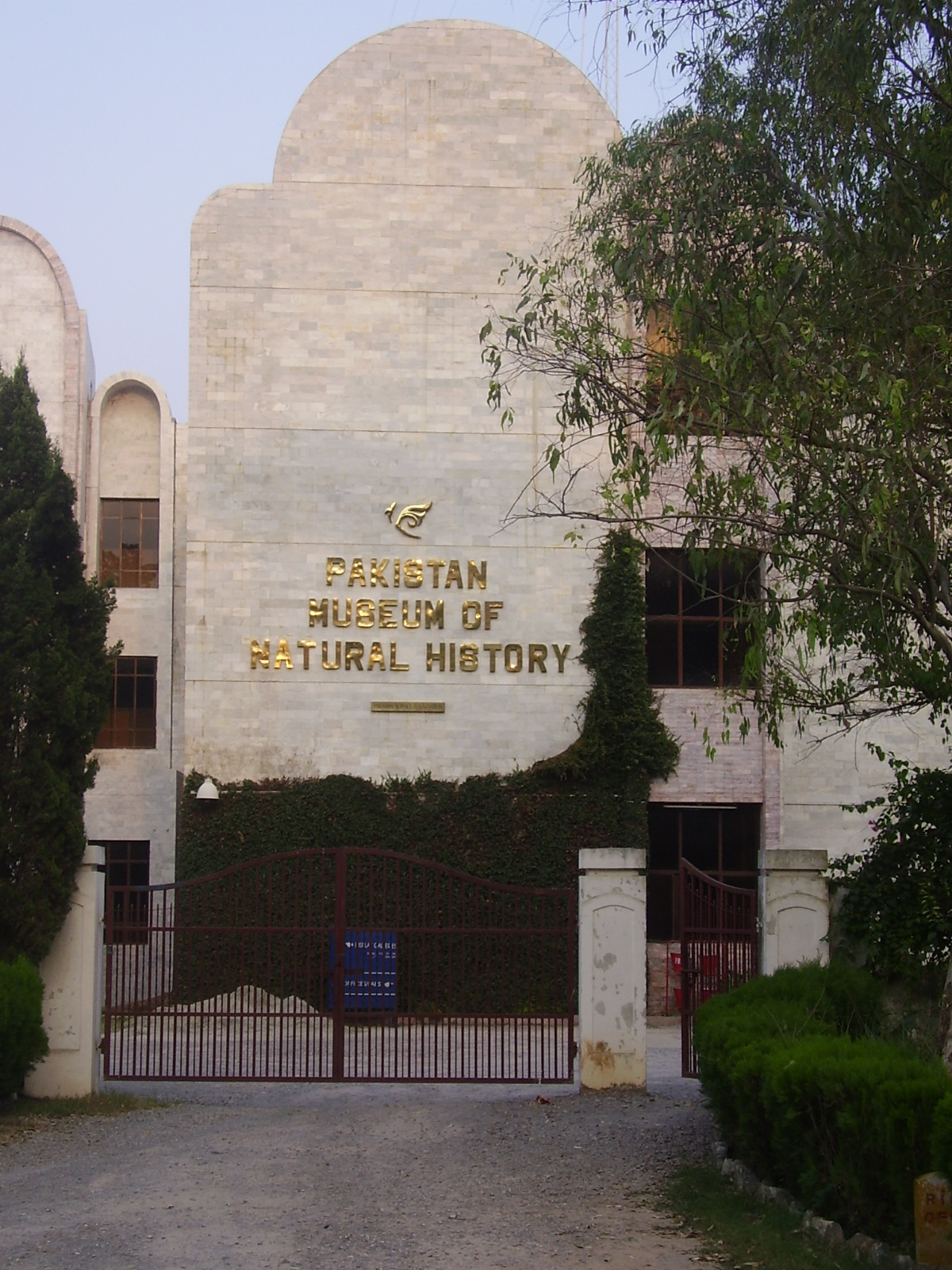
Pakistan Museum of Natural History

Das Pakistan Museum of Natural History ist ein Museum in Islamabad, der Hauptstadt von Pakistan.
Das Museum wurde 1976 gegründet. Es liegt an der  Garden Avenue im Stadtteil Shakar Parian und beheimatet Ausstellungen und Galerien über die Ökologie, Geologie und Paläontologie von Pakistan. Über 300.000 Objekte befinden sich im Museum. Es fungiert auch als Forschungszentrum und arbeitet eng mit dem Lok Virsa Museum zusammen. Verwaltet wird es von der Pakistan Science Foundation, die dem Ministerium für Wissenschaften und Technologie untersteht.